# Viréo de Porto Rico
Vireo latimeri
Espèce
Statut de conservation UICN

 LC  : Préoccupation mineure
Le Viréo de Porto Rico (Vireo latimeri) est une espèce de petits oiseaux (des viréos) endémique de l’archipel de Porto Rico, appartenant à la famille des Vireonidae. Son appellation locale est bien-te-veo.

## Description
Le Viréo de Porto Rico a une tête grise, une poitrine blanche et un ventre jaunâtre. Il mesure en moyenne 12 cm pour un poids de 11 à 12 grammes.

## Alimentation
Il est insectivore et se nourrit de  sauterelles, chenilles, cigales, coléoptères, aphides et araignées, ainsi que d’Anolis et de baies.

## Population
Entre 1973 et 1996, la population a décliné dans la forêt d'État de Guánica, principalement à cause du vacher luisant (Molothrus bonariensis) qui remplace le contenu des nids par ses œufs.

## Sources
- (en) Cet article est partiellement ou en totalité issu de l’article de Wikipédia en anglais intitulé « Puerto Rican Vireo » (voir la liste des auteurs).